# WAAhnsinn – Der Wackersdorf-Film
WAAhnsinn – Der Wackersdorf-Film ist ein deutscher Dokumentarfilm aus dem Jahr 1986. Die Musikdokumentation entstand im Rahmen des Anti-WAAhnsinns-Festivals in Burglengenfeld. Sie wurde durch die gegen die Wiederaufarbeitungsanlage Wackersdorf zusammenarbeitenden Oberpfälzer Bürgerinitiativen finanziert. Alle Beteiligten verzichteten auf Lohn und Honorare.
Der Film lief nach seiner Fertigstellung auf mehreren Filmfestivals. Er wurde auf der Alpinale als Bester sozialkritischer Film ausgezeichnet. Eine 1987 durch Helge Cramer geschaffene, deutlich umfangreichere Video-Rekonstruktion des Gesamtmaterials wurde unter dem Titel WAAhnrock ebenfalls auf mehreren Festivals gezeigt.

## Inhalt
Der Film berichtet über das fünfte Anti-WAAhnsinns-Festival, das am 26. und 27. Juli 1986, nur 90 Tage nach der Katastrophe von Tschernobyl, in Burglengenfeld stattfand. Das Festival markierte den Höhepunkt der Bürgerproteste gegen die Wiederaufarbeitungsanlage Wackersdorf. Mit rund 100.000 bis 120.000 Besuchern war es das bis dahin größte Rockkonzert der deutschen Geschichte.
Als Künstler wirkten unter anderen BAP, Udo Lindenberg, Wolfgang Niedecken, Rio Reiser, Herbert Grönemeyer, Haindling, Biermösl Blosn, Wolf Maahn und Die Toten Hosen mit. Auch weitere Personen wie die österreichische Politikerin Freda Meissner-Blau, der Kabarettist Helmut Ruge, der Journalist Günter Wallraff und Pfarrer Andreas Schlagenhaufer kommen im Film zu Wort. Der Film legt seinen Schwerpunkt auf die Auftritte der Musiker, zeichnet dabei aber auch das Umfeld nach, in dem die Veranstaltung stattfand.

## Produktion
Die Produktion war von Anfang an auf die Kooperation und das zeitlich parallele Schaffen der beteiligten Regisseure hin ausgelegt. Die Planung sah vor, dass der zu diesem Zeitpunkt im Umfeld des Rockpalast tätige Wagner die Aufzeichnung der Bühnenshow verantwortete, während der Journalist Heitkamp zunächst den Aufbau des Festivals dokumentierte und später die Ereignisse im Backstage-Bereich filmte. Cramer dokumentierte den Großeinsatz der Polizei, fertigte das Material über die Protestierenden an und übernahm den Schnitt. Die Produktion wurde auf U-matic gedreht und geschnitten und später für die Kinos auf 35-mm-Film transferiert.

## Festivals
- 1987 Internationale Filmfestspiele Berlin (Forum)[4]
- Alpinale[3]

## Auszeichnungen
- Alpinale (Bester sozialkritischer Film)[3]

## Kritiken
„Der Film […] zeigt Bilder von schikanösen Polizeikontrollen und solche, die seit Woodstock bekannt sind: Festivaliers im Schlafsack, morgendliches Zähneputzen im Zeltlager. Und auch die Musik glaubt man seit jenen fernen Tagen schon zu kennen. Prominente Vertreter der Richtung ‚deutscher Rock‘, die manchem Popfreund ein Grausen ist, viele andere aber glücklich macht, sind dabei. Udo Lindenberg, Wolfgang Niedecken und ‚Bap‘, Wolf Maahn und eine Endlos-Liste von Deutsch-Rockern spielen nun noch einmal im Kino auf. Alles vergeben, der Zweck heiligt die Mittel.“

## WAAhnrock
WAAhnrock entstand im Jahr 1987 laut Cramer als Video-Rekonstruktion des ursprünglich geplanten Filmdokuments.
Der Film wurde unter der Leitung von Cramer durch hcfilmprod produziert. Der Laufzeit der Produktion beträgt 120 Minuten, mit ihr eröffnete 1997 die erste Video-Sektion der Berliner Filmfestspiele ihr Programm. Sie lief weiterhin im Rahmen der Internationalen Grenzland-Filmtage in Selb.
Cramer bezeichnet die ursprüngliche Produktion WAAhnsinn als einen „Mega-Musikclip in Alibi-Verpackung“. Aus seiner Sicht wurde die ursprünglich als politische Dokumentation geplante Produktion durch den Musik-Regisseur Wagner in den Versuch einer deutschen Version der Dokumentation Woodstock verwandelt. Den Grund hierfür sah er in dem Gewinnstreben des ursprünglichen Verleihers Delta Filmverleih.
Zur Unmöglichkeit, dem amerikanischen Vorbild gerecht zu werden, erklärte Cramer später in einer Erinnerung an die Produktion auf seiner Internetseite:

„[…] dazu fehlte es vor allem an einer Filmcrew und einer Musikfilm-Regie, die in der Lage gewesen wären, einen deutschen Woodstock-Film zu inszenieren. Stattdessen brave Rockpalast-Live-Regie […], wie man sie allwöchentlich im Fernsehen sah und sieht. Die Chance, das nach Tschernobyl hochbrisante politische Thema und das einmalige Engagement der versammelten deutschen Rockelite gegen den atomaren WAAhnsinn mit dem vorhandenen Film- und Tonmaterial zu einem politischen Rockfilm zu montieren, wurde mit starrem Blick auf die Kinokasse vertan.“

Für seine Version verwendete Cramer unter anderem eine von Wagner nicht genutzte Tonspur. Diese enthält den, für eine authentische Darstellung der Geschehnisse jenseits der Bühne entscheidenden, kompletten O-Ton. Cramer beschreibt diesen als „Montage aus Polizeifunk, irrwitzigen Politiker-Statements und staatstragenden Rundfunknachrichten und -kommentaren, die in groteskem Widerspruch zu den Filmbildern aus der Oberpfalz von einer angeblichen Bedrohung rechtsstaatlicher Ordnung durch Abertausende gewaltbereiter Atom-Gegner daherfaselten.“ Weiterhin nutzte er rund 30 Minuten zusätzliches Material, das die Kontakte zwischen Protestierenden und Polizei sowie das Umfeld der Veranstaltung näher beleuchtet.